# Lab on a chip
Un "lab on a chip" (LOC) es un dispositivo que integra una o varias funciones propias de un laboratorio en un único chip cuyas dimensiones van desde solo unos milímetros hasta unos pocos centímetros cuadrados.
Un lab on a chip permite el manejo de volúmenes de fluidos extremadamente pequeños, incluso más bajo del orden de picolitros, siendo una herramienta fundamental para el avance de la microfluidica. Los dispositivos lab-on-a-chip son un subconjunto de los dispositivos MEMS y a veces también indicados como “sistemas de microanálisis total” (µTAS). El término microfluidos se usa para describir dispositivos de control de flujo bombas y válvulas o sensores como flujo-metros y visco-metros. Sin embargo, se considera estrictamente “lab-on-a-chip”, generalmente indicando, el escalamiento de procesos únicos o variados bajo el formato de un chip mientras que “µTAS” es usado para la integración de secuencias totales de procesos de laboratorio para realizar análisis químicos.
Profundizando en el origen de los términos "lab-on-a-chip" y "µTAS", el concepto "μTAS" fue introducido y desarrollado a partir de la modificación del concepto de sistema de análisis total (TAS) mediante la disminución del escalado e integración de sus múltiples etapas (inyección, reacción, separación, detección) en un único dispositivo, dando lugar a un sistema de prestaciones similares a un sensor con tiempo de respuesta rápido, bajo consumo de muestra, funcionamiento in situ, y alta estabilidad. Posteriormente, se introdujo el término “lab‐on‐a‐chip” para aunar el hecho de que en estos dispositivos no solo se podían llevar a cabo tareas analíticas sino también otras tales como la síntesis de compuestos y el control de reacciones químicas. Actualmente, cada uno de los términos mencionados anteriormente se utiliza de manera indistinta.

## Historia
Luego de la invención de la microtecnología (~1954) para la realización de estructuras semiconductoras integradas para los chips microelectrónicos, esta técnica basada en litografía también fue aplicada pronto para la manufacturación de sensores de presión. Debido avances más de éstos usualmente limitados procesos de limitación CMOS, ”una caja de herramientas” capaz de crear estructuras mecánicas en forma de waffers de silicio, del tamaño de micrómetros o submicrómetros: Sistema micro electromecánico MEMS (por sus siglas en inglés MEMS), cuya era había comenzado.
Luego del desarrollo de los sensores de presión, sensores de airbags y otras estructuras mecánicas móviles fueron desarrollados dispositivos de manejo de fluidos. Ejemplo de ello fueron canales (conexiones capilares), mezcladores, bombas y dispositivos de dosificación. El primer sistema de análisis LOC, fue un gas cromatografía, desarrollado en 1979 por S.C. Terry, en la universidad de Stanford. Sin embargo, solo hasta el final de 1980’s y comienzos de1990’s, la investigación del LOC comenzó a crecer seriamente con pocos grupos en Europa con el desarrollo de micro-bombas sensores de fluido y el concepto para sistemas de análisis de tratamiento de fluidos. Estos µTAS conceptos demostraron que la aplicación de pasos pretratamiento, usualmente hecho en laboratorios a escala, puede extender la funcionalidad de un sensor simple hacia un completo análisis incluyendo, por ejemplo pasos adicionales de limpieza y separación.
Un gran impulso en la investigación e interés comercial vino en mente en 1990’s cuando la tecnología µTAS resultó proporcionando herramientas para aplicaciones de la genómica, como electroforesis capilar y micromatrices de ADN. Otro gran impulso para la investigación vino de desarrollo militar, específicamente de DARPA, por sus siglas en inglés (Agencia de investigación de proyectos avanzados de defensa), por su interés en sistemas portables de guerra de detección de agentes bioquímicos. El valor agregado no se limitó solo a la integración de procesos de análisis de laboratorio, sino también las posibles características de los componentes individuales a otros procesos, distinto al análisis de laboratorio.
Aunque la aplicación del LOC es aun novedosa y modesta, un interés creciente de compañías y grupos de investigación aplicada es observado en diferentes campos, como el análisis (ejemplo: análisis químico, monitoreo ambiental y diagnóstico médico), también síntesis química (ejemplo: detección rápida y micro-reactores para farmacéuticas). Además del desarrollo de más aplicaciones, la investigación en sistemas LOC, se espera extender a escalas más bajas de manejo de estructuras de fluidos, usando nanotecnología. Canales de tamaño sub-micrométricos y nanométricos, laberintos de ADN, detección y análisis de una sola célula y nano-sensores, podrían ser factibles, permitiendo nuevos caminos de interacción con especias biológicas y grandes moléculas. Varios libros que cubren aspectos de estos dispositivos han sido escritos, incluyendo transporte de fluido, propiedades del sistema y aplicaciones bio-analíticas.

## Materiales y tecnologías de fabricación del chip
La base para la fabricación de la mayoría de los LOC, es el proceso de fotolitografía. Inicialmente, la mayoría de los procesos era en silicio, como estas bien desarrolladas tecnologías fueron directamente derivadas de la fabricación de semiconductores. A causa de la demanda, por ejemplo, características ópticas especiales, compatibilidad bio o química, nuevos procesos de bajo costo y desarrollo rápido de prototipos, han sido desarrollados procesos tales como: vidrio, cerámica y metales aguafuerte, deposición y unión y procesamiento polidimetilsiloxano (PDMS) (ejemplo litografía suave), espesor de película y esterolitografía, al igual que métodos de replicación rápida vía galvanoplastia, modelo por inyección y grabado en relieve. Además, los campos de los dispositivos LOC exceden más y más los bordes entre litografía basada en tecnología de microsistemas, nanotecnología e ingeniería de precisión.  Finalmente, el desarrollo de dispositivos LOC usando Printed Circuit Board (PCB) como sustrato es una alternativa interesante debido a las siguientes características diferenciadoras: disponibilidad comercial de sustratos con electrónica, sensores y actuadores integrados; posibilidad de fabricar dispositivos desechables debido al bajo coste, y alto potencial de comercialización. A estos dispositivos se les conoce por el nombre de Lab on PCB (LOP)

## Ventajas de los LOC
LOC pueden proveer varias ventajas, que están especificadas en sus aplicaciones. Algunas típicas ventajas son:
•	Consumo de pequeñas cantidades de fluidos (menos gasto, menor costo de materiales y menos volumen por muestra para diagnóstico).
•	Análisis más rápido y tiempos de respuesta debido a distancias de difusión cortas, rápido calentamiento, mayor superficie respecto al volumen, pequeñas capacidades de calentarse.
•	Mejor proceso de control por una respuesta rápida del sistema (ejemplo: control termal para reacciones químicas exotérmicas)
•	 Sistemas compactos, debido a la integración de varias funcionalidades en pequeños volúmenes.
•	Paralelización masiva, debido a su tamaño compacto, lo cual permite análisis de alto rendimiento.
•	Costos de fabricación más bajos, haciendo rentables los chips desechables, fabricación y producción en masa.
•	Una plataforma segura para estudios químicos, biológicos y radioactivos, debido a la integración de funcionalidad, pequeños volúmenes de fluidos y energía almacenada.

## Desventajas de los LOC
Algunas desventajas de los dispositivos LOC son:
- Tecnología novedosa, que aún no se ha desarrollado por completo.
- Efectos físicos y químicos —como fuerzas capilares, superficies rugosas, interacciones químicas de los materiales de construcción en el proceso de reacción— se vuelven más dominantes en escalas tan pequeñas. Esto en ocasiones puede hacer de los procesos los en el LOC más complicados que los procesos con los materiales de un laboratorio convencional.
- Los principios de detección a esta escala no siempre se cumplen de forma positiva, debido a pequeñas señales de ruido.
- A pesar de una alta precisión en la geometría y micro-fabricación, son clasificados como de forma relativa como pobres, comparadas por ejemplo con la precisión de la ingeniería.

## LOC’s y la salud global
La tecnología lab-on-a-chip pronto podría volverse una pieza clave en los esfuerzos por mejorar la salud mundial, particularmente a través del desarrollo de dispositivos del test de punto de cuidado.
En países con pocos recursos para el cuidado de la salud, las enfermedades infecciosas que podrían tener tratamiento en países desarrollado son algunas veces mortales, en los países menos desarrollados. En algunos casos, clínicas de bajos recursos tienen las medicinas para tratar algunas enfermedades, sin embargo, la falta de herramientas de detección para pacientes que deberían recibir medicamentos. Muchos investigadores creen que la tecnología LOC pueden ser la llave a nuevos instrumentos de diagnóstico más poderosos. La meta de estos investigadores es crear chips con microfluidos que permita a personas con conocimiento en ciencias de la salud en clínicas pobremente equipadas, realizar test diagnósticos como pruebas inmunológicas o de ácidos nucleidos sin necesidad de apoyo de un laboratorio.

## Desafíos globales
Para los chips usados en áreas de recursos económicos limitados, podrían venir muchos desafíos. En naciones desarrolladas, los rasgos más importantes en las herramientas de detección de diagnóstico incluyen velocidad, sensibilidad y especificidad, pero en los países menos desarrollados, donde la estructura de la salud está menos desarrollada, otras características a tener en cuenta son facilidad de uso y vida útil. Por ejemplo, los reactivos que vienen en el chip, deben estar diseñados de modo que deban ser eficaces durante meses, incluso si el chip no se mantiene en un clima con ambiente controlado. Los diseñadores de los chips también deben tener en mente el costo, la escalabilidad y capacidad de reciclaje, para elegir los materiales y técnicas de fabricación más adecuadas.

## Ejemplos de aplicaciones de LOC a nivel mundial
Un área de investigación activa de LOC implica formas de diagnosticar y tratar infecciones por VIH. Alrededor de 40 millones de personas están infectadas con VIH en el mundo, sin embargo, solo 1.3 millones de personas reciben tratamiento antirretroviral. Alrededor del 90 % de personas con VIH, no se les ha probado la enfermedad. La medición del número de linfocitos CD4 + T en la sangre de una persona es una forma segura para determinar que una persona tiene VIH y para seguir con el proceso de tratamiento del VIH. Por el momento, la citometría de flujo es el estándar de oro para la obtención de los reconteos CD4, pero la citometría de flujo es una técnica complicada que no está disponible en la mayoría de regiones en desarrollo, ya que requiere de técnicos capacitados y equipos cotosos. Sin embargo, recientemente el profesor Aydogan Ozcan ha desarrollado un citómetro por solo $5.

## LOC’s y ciencias de las plantas
Lab-on-a-chip podría ser usado para caracterizar la orientación del tubo polínico en la Arabidopsis thaliana. En concreto, la planta-en-un-chip puede ser un dispositivo en miniatura usado en el estudio de las plantas y por ejemplo: el estudio de los tejidos de polen y óvulos que pueden ser incubados allí.

## Libros
- (2003) Edwin Oosterbroek & A. van den Berg (eds.): Lab-on-a-Chip: Miniaturized systems for (bio)chemical analysis and synthesis, Elsevier Science, second edition, 402 pages. ISBN 0-444-51100-8.
- (2004) Geschke, Klank & Telleman, eds.: Microsystem Engineering of Lab-on-a-chip Devices, 1st ed, John Wiley & Sons. ISBN 3-527-30733-8.